# Поликарпов, Геннадий Григорьевич
Поликарпов Геннадий Григорьевич (16 августа 1929, с. Большая Глушица — 11 августа 2012, г. Севастополь) — советский и украинский учёный в области радиобиологии и гидробиологии моря, основатель морской радиоэкологии. Доктор биологических наук (1964), профессор (1968). Академик Академии наук УССР (1990). Заслуженный деятель науки и техники УССР (1998), лауреат Государственной премии Украины в области науки и техники (2007).

## Биография
Геннадий Григорьевич Поликарпов родился 16 августа 1929 года в с. Большая Глушица Большеглушицкого района Куйбышевской области (сейчас — Самарская область России).
В 1952 году окончил биолого-почвенный факультет Саратовского государственного университета (специальность — зоолог). В 1953—1956 годах учился в аспирантуре Саратовского, а позже — Московского государственного университета им. М. В. Ломоносова. В 1957 году защитил кандидатскую диссертацию на тему «Особенности реакций радиационного последействия (исследования на гидрах)» по специальности «биофизика» на биолого-почвенном факультете МГУ, в 1964 году — докторскую диссертацию «Проблемы морской радиоэкологии» по специальности «радиобиология».
В 1956 году принял приглашение директора Севастопольской биологической станции АН СССР (позднее — Института биологии южных морей имени А. О. Ковалевского Академии наук УССР), профессора В. А. Водяницкого и был направлен на работу в Севастополь, где им была организована первая в бассейне Чёрного и Средиземного морей лаборатория морской радиобиологии. В 1962 году стал старшим научным сотрудником СБС. В 1963 году был назначен заведующим вновь организованным отделом радиобиологии (с 1979 года — отдел радиационной и химической биологии), который возглавлял до 1991 года. Был заместителем директора института по научной работе (1968—1972) и главным научным сотрудником (1991—2012). В 1968 году получил учёное звание профессора.
В 1970 году Г. Г. Поликарпов вместе с коллегами создавал отдел радиоэкологии при Институте океанологии в Гаване (Куба). Был активным участником и организатором многих международных симпозиумов, экспедиции, совещаний и комиссии по проблемам радиационной и химической экологии моря.
В 1975—1979 годах работал в Международной лаборатории морской радиоактивности МАГАТЭ в Монако, возглавляя секцию «Исследования окружающей среды». В 1971—1975 годах был членом океанографических комиссий АН СССР, АН УССР и Госкомитета по науке и технике Совета Министров СССР. С 1970-х по 1984 год был экспертом от СССР в Международной морской организации (ИМО, Лондон) и МАГАТЭ по Лондонской Конвенции по дампингу радиоактивных отходов (Вена, Австрия, 1973 г.). В 1985 году был принят мораторий на такой дампинг в виде рекомендаций МАГАТЭ к Лондонской конвенции.
В 1989—1995 годах Г. Г. Поликарпов занимал должность вице-президента международного Консультативного комитета по Защите Морей (ACOPS), в 1991—1994 и 1999—2000 годах — должность вице-президента Международного Союза Радиоэкологов, в 1994—1997 годах был Президентом Европейского отделения этого Союза.
Был членом редколлегий и редакционных советов многих советских и зарубежных научных изданий: «Гидробиологический журнал» и «Морской экологический журнал» (Украина), «Радиационная биология. Радиоэкология» и «Биология моря» (Россия), «Journal of Environmental Radioactivity» (Великобритания), «Marine Ecology Progress Series» (Германия), «Radioecology» (Словакия), «Turkish Journal of Marine Sciences» (Турция).
В 1967 году был избран член-корреспондентом АН УССР по специальности «гидробиология моря», в 1990 году был избран академиком АН УССР (позже НАН Украины) по специальности «Радиобиология». Также был членом Совета Крымского научного центра НАН Украины, действительным членом Крымской академии наук, членом Научного совета РФ по радиобиологии и член её бюро, действительным членом Международного союза радиоэкологов (МСР), координатором МСР по СНГ и членом Совета МСР, постоянным членом Международного Института Экологии (секция морской экологии), вице-президентом Международного союза экоэтики.
Умер 11 августа 2012 года.

## Научная деятельность
Г. Г. Поликарпов широко известен как пионер и основатель морской радиоэкологии. Разработал принципы радиационной и химической экологии, морской молисмологии, концептуальную модель влияния ядерных и неядерных загрязнений на морские экосистемы. Внес значительный вклад в развитие защиты биосферы от загрязнений, экологической этики, гидробиологии моря. Развил новое направление в экологии — эквидозиметрическую оценку воздействия на биоту радиационных, химических и других факторов.
Работая на Севастопольской биологической станции, Г. Г. Поликарпов создал и возглавил первую в СССР (и среди всех стран Средиземноморского бассейна) морскую радиобиологическую лабораторию, которая впоследствии превратилась в отдел радиационной и химической биологии, став одним из крупнейших международно-признанных радиоэкологических центров. Одним из достижений лаборатории стало удачное противодействие планам западных стран использовать Чёрное море в качестве могильника для ядерных отходов и аргументированный протест против проведения испытаний ядерного оружия в открытых средах. В определённой степени эти действия поспособствовали подписанию ядерными государствами в 1963 году Московского Договора о запрещении испытаний ядерного оружия в атмосфере, космическом пространстве и под водой.
После аварии на Чернобыльской АЭС в 1986 году, Г. Г. Поликарпов работал в составе Чрезвычайной комиссии Президиума АН УССР, возглавив рабочую группу по водной радиоэкологии, которая сделала значительный вклад в минимизацию влияния аварии на Днепровский каскад водохранилищ и уровень радиоактивного загрязнения Чёрного моря.
На Генеральной ассамблее Международного союза радиоэкологии, которая состоялась в 2008 году в Бергене (Норвегия), предложенные им зоны влияния ионизирующего излучения на экосистемном уровне было решено называть «зонами Поликарпова», а саму концепцию включить в новую редакцию рекомендаций Международной Комиссии по радиологической защите.
Является автором и соавтором более 900 публикаций, его книги переведены на несколько иностранных языков. Подготовил 4 доктора наук и 34 кандидата наук.

### Научные труды
1. Поликарпов Г. Г. Радиоэкология морских организмов // Под ред. В. П. Шведова. — М.: Атомиздат, 1964. — 295 с.
2. Polikarpov G. G. Radioecology of aquatic organisms // Eds. V. Schultz & A. W. Klement, Jr. — Amsterdam: North Holland Publ. Co.; New-York: Reinhold Book Div., 1966. — 314 p.
3. Поликарпов Г. Г. и др. Молисмология Чёрного моря // Под ред. Г. Г. Поликарпова. — К.: Наук. думка, 1992. — 304 с.
4. Polikarpov G. G. // Radiat. Sky. Dosimetry. — 1998. — Vol. 75, № 1. — P. 181—185. Polikarpov G. G. et al. / Journ. The Black Sea / Mediterranean Environment. — 2006. — Vol. 12, № 2. — P. 129—153.
5. Поликарпов Г. Г. и др. Радиоэкологический отклик Чёрного моря на Чернобыльскую аварию // Под ред. Г. Г. Поликарпова и В. М. Егорова. — Севастополь: ЕКОСІ-Гідрофізика, 2008. — 667 с.

## Награды
- Медаль «В ознаменование 100-летия со дня рождения Владимира Ильича Ленина» (1970)
- Орден «Знак Почёта» (1971)
- Памятная серебряная медаль ООН «Использование атомной энергии в мирных целях» (1977)
- Почётная грамота Президиума Верховного Совета УССР (1979)
- Заслуженный деятель науки и техники УССР (1986)
- Грамота Президиума Верховного Совета УССР «За самоотверженную работу по ликвидации аварии на Чернобыльской атомной электростанции и устранения её последствий» (1986)
- Грамота Советского комитета по программе ЮНЕСКО «Человек и Биосфера» (1987)
- Диплом и памятная медаль им. профессора Н. В. Тимофеева-Ресовского Медицинского радиологического центра Российской АМН, Россия (1995)
- Почетная Грамота Президиума НАН Украины и ЦК профсоюзов НАН Украины (1996)
- Награда НАН Украины «За научные достижения» (2008)
- Награда и Золотая медаль. И. Вернадского Международного Союза радиоэкологии, Берген, Норвегия (2008)
- Орден «За заслуги» III степени (2009)
- Знак отличия Верховной Рады Украины «20 лет Национальной Комиссии по радиационной защите населения Украины» (2011)
- Благодарность Премьер-министра Украины «За значительный личный Вклад в выполнение работ по ликвидации последствий Чернобыльской аварии и радиоактивного загрязнения окружающей природной среды, проявленные при этом мужество и высокий профессионализм» (2011)
- Грамота Отделения Общей биологии НАН Украины «За доблестный труд и весомый вклад в развитие гидробиологической науки» (2011)